# Interstellar Overdrive
"Interstellar Overdrive" és una peça instrumental de gairebé deu minuts del grup britànic Pink Floyd. La cançó, escrita el 1966, apareix al seu àlbum de debut, The Piper at the Gates of Dawn, llançat el 1967.
La cançó es va originar quan el guitarrista Syd Barrett va escoltar el mànager del grup Peter Jenner cantussejar, i Barret intentà interpretar la melodia a la seva guitarra. Compartint el mateix èmfasi en el cromatisme amb "Astronomy Domine", la peça es va gravar en diferents preses entre el març i l'abril de 1967. A la pel·lícula Tonite Lets All Make Love in London hi apareix una gravació més primerenca i llarga de la cançó. Ha estat versionada per altres grups com T. Rex, Pearl Jam, Hawkwind, els Melvins i Simon House.

## Composició i música
"Interstellar Overdrive" va ser una de les primeres improvisacions instrumentals psicodèliques gravades per un grup de rock. Es veia com la primera incursió de Pink Floyd al rock espacial (juntament amb "Astronomy Domine"), malgrat que els membres del grup desestimarien aquest terme. "Interstellar Overdrive" es va originar quan el mànager Peter Jenner intentava taral·lejar una cançó de la qual no recordava el nom, i que posteriorment s'ha identificat com la versió de Love de "My Little Red Book"). El guitarrista i cantant Syd Barrett va seguir el cantusseig de Jenner amb la seva guitarra i el va fer servir com a base de la melodia d'"Interstellar Overdrive". El baixista Roger Waters havia dit a Barrett que el riff de la cançó li recordava la sintonia de Steptoe and Son (de Ron Grainer). Quan la cançó es va escriure, Barrett tenia influències d'AMM i del seu guitarrista Keith Rowe, que tenia un patró de peces de metall que movia pel batedor de la guitarra. La secció lliure (a més de "Pow R. Toc H.") estava inspirada en el so Frank Zappa i "Eight Miles High" de The Byrds.
"Interstellar Overdrive" comparteix amb "Astronomy Domine" un èmfasi en el cromatisme. El tema principal descendeix cromàticament des de si fins a sol, i posteriorment roman al mi, tot en acords majors. El ganxo de la peça és un riff de guitarra distorsionat, interpretat per Syd Barrett a la guitarra, Roger Waters al baix i Richard Wright a l'orgue. Després entra la bateria de Nick Mason, i després que es repeteixi el riff diverses vegades, la peça es torna en una improvisació, amb improvisacions modals, floritures de l'orgue Farfisa i interludis calmats. Gradualment, la cançó perd gairebé l'estructura i passa a tenir un temps lliure, només marcat per sorolls de guitarra estranys. Eventualment, però, el grup sencer retorna al tema principal, que es repeteix amb un temps decreixent i amb una intensitat més deliberada. Waters va considerar que la cançó era "una peça abstracta". Un riff de baix present a la cançó va evolucionar més endavant en una altra cançó de Pink Floyd, "Let There Be More Light", escrita per Waters.

## Gravació
La versió en estèreo de la cançó conté un orgue que es mou entre els dos altaveus; aquest efecte es perd a la versió en mono de la cançó, on simplement guanya més so d'orgue i de guitarra. Tanmateix, l'orgue té un paper destacat en els primers 50 segons de la versió mono —juntament amb alguns efectes especials— però no apareix a la mescla estèreo fins a la secció improvisada. Originalment es van gravar cinc preses el 27 de febrer de 1967, amb una sisena gravada el 16 de març de 1967, en un intent de crear una versió més curta de la cançó, amb altres parts gravades el juny del mateix any. La versió de Piper també apareix als àlbums recopilatoris Relics i A Nice Pair. Tot i els intents de Smith per reduir la llargada de les peces de l'àlbum perquè tinguessin una durada raonable, Smith va cedir per "Interstellar Overdrive". Segons va recordar Jenner: "Definitivament, va ser l'acord —ep, aquí podeu fer 'Interstellar Overdrive', podeu fer el que us agrada, podeu fer la vostra merda estranya. Així que 'Interstellar Overdrive' era la merda estranya . . . i altre cop, em trec el barret amb en Norman per deixar-los fer això." El productor Norman Smith va crear un efecte delay superposant una segona versió de la cançó sobre una versió anterior. Smith va fer el repic de timbals que apareix a la cançó, després del qual es toca el riff inicial amb un fort panning.

## Crèdits
- Syd Barrett: guitarra
- Roger Waters: baix
- Rick Wright: orgue, piano
- Nick Mason: bateria